# 宇良和輝
宇良 和輝（うら かずき、1992年6月22日 - ）は、大阪府寝屋川市出身で木瀬部屋所属の現役大相撲力士。本名同じ。身長175.0cm、体重139kg、血液型はB型。最高位は西小結（2024年1月場所）。平成4年度生まれの関取を指す「花のヨン組」の1人。幕内経験後に怪我の長期休場により西序二段106枚目まで降格したが、その後再入幕を果たすという史上最低地位からの幕内復帰記録を持つ。廻しの色はピンク。珍しい決まり手を使うこともある技巧派力士、メディアによってはアクロバット相撲とも評されている。

## 来歴

### 生誕から小学校卒業まで
1992年6月22日、4020gの大きめの赤ん坊として生まれる。母はこれについて後の取材で「予定日より2週間遅れたから、でかくなったんかなあ」と懐かしんでいる。後に相撲で活かされる運動神経は生後6カ月の時点で発揮されており、この頃に立って歩いて見せて周囲を驚かせた。まだ6カ月であったため小さな足に合う靴が無く、家族は滑り止めのイボがついた靴下などを履かせて、道路を歩いていた。
4歳で相撲を始める。2歳年上の姉が6歳になってわんぱく相撲の試合に出場していたところ、応援に出掛けていた宇良は関係者から出場を許され、これが初めて相撲を取った経験となった。終了後に遊具で腕を骨折するハプニングもあったが、骨折の痛みで泣きながらもらった敢闘賞のお菓子に宇良は喜んだ。
通っていた寝屋川相撲連盟では、元幕下立花の菊池弘至が指導者であり「強く当たれ。前に出ろ」と教わった。菊池が胸を出すぶつかり稽古は、まだ子供であった宇良には長く厳しかった。「土俵にたたきつけても（宇良）和輝は泣きもせずバンバン立ってきた。舞の海さんには失礼だけど、和輝は『舞の海2世』じゃない。大きい相手にもバチンと当たっていけるから」と菊池は低い体勢から出す技ではなく、宇良の押す力に太鼓判を押す。厳しい稽古を積んだが、体が思うように成長せず小学6年でも139cm、42kgと小柄で勝てなかった。いつ折れてもおかしくなかった心は、母が支えてくれた。母は春場所は毎年観戦に連れて行ってくれ、子供弓取り式用に、1日がかりで化粧まわしも作ってくれた。「しんどい」「疲れた」は家では禁句で、「自分で決めたことは必ずやる」も家訓だったため、ある日はすり足のノルマを昼間できず、夜中に起きてやり遂げたことがある。
相撲と並行し小学3年からレスリングにも取り組み、階級性を採っており大きな相手と戦わなくても良いレスリングに中学時代は軸足を置いていた。エンジョイ・レスリングクラブの東嗣朗代表は「タックルに失敗したら、相手に覆いかぶされる。がぶられる、と言うんですが、そうなると我慢しかない。宇良もよく耐えていた」と振り返る。低い姿勢で耐えることで腰が強くなり、隙を見て仕掛けたのが飛行機投げであり、担ぎ上げて左肩方向に落とす技で、居反りの原型になった。レスリングでは1度全国2位になった。「鼻血や突き指は、しょっちゅうでした」と東代表は語り、小4から週3回通ったクラブでの練習は1日80分で休憩は2分だけであった。このような厳しい練習で培った根性と体力も大相撲で生かされた。

### 中学時代から入門まで
中学時代は体が大きくなっていなかったばかりか声変わりもしていなかったため、両親はホルモン異常などの病気を疑って医師の元へ宇良を連れて行ったが、異常はなく「奥手なだけだ」と言われた。
レスリングでは高校の推薦が取れなかったこともあり、相撲部のある京都府立鳥羽高等学校に進学すると再び相撲中心となった。高校時代は相撲が弱かったため稽古では指名されず、他校との合同試合では「一人で体育館でトレーニングしてろ!」と、稽古場から追い出されたこともあった。土日に稽古に参加していた小学生に負けたこともあるなど、当時は大相撲力士として活躍する見込みがあるようには見えなかった。
推薦で関西学院大学教育学部に進学し、1年時に全国学生相撲個人体重別選手権65kg未満級で優勝、3年時から肉体改造に取り組んだこともあって、4年時に無差別級で3位に入った。特に3年時の和歌山大会準決勝では足取りで当時から活躍していた中村大輝に土を付け、これが注目を浴びるきっかけとなった。2013年にはロシアで開催された第2回ワールドコンバットゲームズ相撲軽量級で世界一になった。大学時代に65㎏未満級で試合を行っていたのは層が薄くて勝てるからという理由からであり、高校3年生の頃から大きくなって平常時の体重が80㎏近くになっていた当時の宇良にとって減量は過酷であった。同時に、小学校時代にあれほど欲しがっていた体重を落としている矛盾に気づき、これが大相撲で大きな相手を倒したいという気持ちにつながった。
小学校と幼稚園の教員免許を取得して卒業したが、プロ入りを決断し、2015年に木瀬部屋に入門。宇良は十両に昇進した後に木瀬部屋を選んだ理由について「僕は1年を捨てる余裕はない年齢」と答えている。この言葉は宇良が影響を受けたマッスル北村の口癖「僕には時間がない」に由来する。因みに宇良は生卵を10個一気飲みにするといったマッスル北村の食事稽古に関しては「あれを真似したら体を壊しますよ（笑）」「間違っても真に受けたらダメです」と鵜呑みにはしない一方で、2017年11月の取材では1日最低ゆで卵を5個食べることを明かしている。
宇良と、先輩力士の豪栄道とは出身地が大阪府寝屋川市で同じであり、さらに同じく宇良の先輩力士である勢とは出身地が極近い隣接市同士である（勢は交野市出身）。後輩力士では、2023年に新入幕した豪ノ山がいる。どの力士とも幕内での対戦歴があり、同郷の豪栄道と対戦した際は寝屋川市役所が所内でパブリックビューイングを実施した（結果は宇良の負けであった。なお寝屋川市はパブリックビューイングは宇良対豪栄道戦が実現した場合に実施することを計画していた）。

### 入門から入幕まで
2015年3月場所にて初土俵。初めて番付に四股名が載った5月場所では7戦全勝で序ノ口優勝を果たした。7月場所は東序二段10枚目で迎え、7戦全勝で千秋楽の優勝決定戦に進出したが、大輝（のち北勝富士）に敗れ、序ノ口、序二段の連続優勝を逃した。西三段目18枚目で迎えた9月場所は6日目に荒篤山に寄り倒され本割での連勝が16でストップし、最終的に5勝2敗の成績で終えた。東幕下54枚目で迎えた11月場所は7戦全勝で千秋楽の優勝決定戦に進出したが、同部屋の芝に敗れ優勝を逃した。「自分は相撲を取って強くなってきたわけではない」と相撲の稽古よりも体作りに軸足を置いており、入門後も申し合いの番数は10数番と決して多くはないが「自分で考えて工夫しながら毎日、取っている」と木瀬からは評されている。
2016年1月場所は、8日目に栃丸に敗れるも6勝1敗で並んだ8人による優勝決定戦に進出した。同部屋の濱口（のち志摩ノ海）、照強と破ったが決勝で栃丸に本割に続いて敗れ優勝を逃した。2月11日に行われたNHK福祉大相撲の幕下優秀力士トーナメントで優勝した。新十両が狙える地位である西幕下2枚目で迎えた3月場所は、9日目に幕下優勝の佐藤（のち貴景勝）に敗れたものの6勝1敗で終えた。3月場所後に行われた5月場所番付編成会議で新十両昇進が決まった。新十両となる5月場所は10勝5敗で2けた白星を挙げた。続く7月場所は初日に付け人の手違いで、兄弟子・臥牙丸の化粧まわしをつけて土俵入り、9日目に右足首を痛めたもののそのまま皆勤して11勝4敗の好成績。翌9月場所は東十両筆頭と、もし半枚上昇幅が大きければ兄弟子の常幸龍に並ぶ前相撲から所要9場所での新入幕で前相撲からのスピード入幕記録1位タイとなるところであったが、本人は「狙っていったわけではないですし、あくまで結果論です」と2017年のインタビューで答えている東十両筆頭と新入幕目前の地位で迎えた9月場所では3日目から入門後初めての連敗を経験し、最終的に6勝9敗と自身初めての負け越しに終わった。10日目の豊響戦は5日目の大栄翔戦に次ぐ自身2度目の中入り後の取組であり、この取り組みに勝って自身初となる懸賞金を獲得（3本）。この場所中には左手甲付近を骨折しており、場所直後に手術を受けた。
2017年の年明けは再び幕内目前の東十両3枚目の地位で迎えた。1月場所では13日目に、1955年に日本相撲協会が公式に決まり手を発表するようになって以降の十両以上の取組では初めてとなる、襷反りを天風に対して決めた。14日目終了時点で3敗で大栄翔と並び優勝争いのトップだったが、千秋楽で里山に敗れ、大栄翔は勝利したため十両優勝とはならなかった。それでも11勝4敗の好成績で終え、翌3月場所での新入幕を決めた。この新入幕によって宇良は部屋頭となった。「2年で関取になる」と公言していたが、実際は関取どころか新入幕を果たしており、この時点で史上7位タイとなる初土俵から所要12場所でのスピード記録であった。

### 入幕から幕下陥落まで
3月場所は一進一退の星勘定を続け、千秋楽に勝って8勝7敗と新入幕での勝ち越しを決めた。5月場所は11勝4敗と好成績であったが予想されていた技能賞はなく、解説者の北の富士が中継で「11番とって（三賞を）あげないの? そりゃないよ」と同情する一幕もあり、宇良も「技能賞、欲しかったです」とがっかりした表情を浮かべた。また、親方衆の中には宇良の取り口を"技能"でなく"異能"とする声があったという。
7月場所は東前頭4枚目まで最高位を更新。番付発表に際して「まず勝ち越しを目指す、と言える地位ではなくなってきている。怖いですね」と本場所へ緊張感を漂わせた。迎えたこの場所の中日は、上位陣の途中休場により本来組まれる予定のなかった初の横綱戦を迎え白鵬に敗れるも、翌9日目は横綱・日馬富士をとったりで破り初金星を挙げている。9日目の時点で6勝3敗と勝ち越しに近づいていたが、10日目から5連敗して負け越しを確定させた。それでも千秋楽は勝って7勝8敗と踏みとどまった。入門当初「1回だけ十両に上がれれば」程度にしか希望を持っていなかった宇良にとって金星を獲得した経験は想像以上に大きなものであったと同時に、体重を増やし実力を付けた宇良は技能賞に対するこだわりもなくなっていった。宇良はまた「上位で戦う体ができてないと感じました。まだまだ力をつけないと」と、千秋楽の支度部屋でさらなる奮起を誓った。しかしこの場所の相撲ぶりについて舞の海は「確実に悪くなっている。いつもの宇良の粘りがなくなっている」と言っており、場所10日目に髙安に敗れた際に痛めた右ひざの状態を心配した。舞の海は宇良に対し「何とか（右ひざを）悪化させないように、思い切って夏巡業も休んでいいと思う。ファンには申し訳ないけど、ひざを治してまた楽しませる相撲を本場所で見せてほしい」と休場を促した。直後の夏巡業は最序盤の滋賀場所と草津場所に参加しただけで途中休場。玉ノ井巡業副部長は「右膝の外側靱帯を痛めている。歩くのも引きずっていたからね。（全治）1カ月かな。今は無理して出る時期ではない。すぐ東京場所も来るから治すのが最優先でしょう」と説明した。宇良は「元気な相撲を見せられない。お客さんに大丈夫かと気を使われて見られるのは良くない」と話した。
2017年9月場所では痛めていた足を2日目の取組でさらに痛め、「ずれた。うわー、終わったなコレ」と話し、そのまま休場した。3日目の逸ノ城戦は不戦敗。秋巡業は全休。宇良を始めとして休場者が続出した秋巡業では、木戸口で入場料を割引する対応を求める客がほんのわずかながら現われていた。11月場所は全休し、場所後の冬巡業も全休。
2018年1月場所も十両で全休し、3月場所で幕下に陥落した。

### 幕下陥落から関取復帰まで
患部の手術を受けて松葉杖なしで歩けるようになったのは2018年1月場所後であり、その時点ではとても相撲を取れる状態ではなかった。2018年7月場所も休場し、これで1月場所から4場所連続の全休となった。2018年7月場所時点の番付は三段目30枚目となった。7月時点でまだ稽古場で相撲を取るには至らず、筋力トレーニングに励んでいると報じられている。9月場所で土俵に復帰し、6勝1敗と健闘した。翌11月場所は7戦全勝で三段目優勝を果たした。
西幕下23枚目で迎えた2019年1月場所は、10日目（この時点で2勝2敗）に豊昇龍に掛け投げで敗れた際に右膝付近を痛め、自力で歩行できなくなった。相手の豊昇龍は白星ながら表情は冴えず、「宇良さんがケガをしたみたいで心配です。後ですいませんと言おうと思います」と取材に応じた後、車椅子に乗って支度部屋付近の通路を通る宇良に謝罪。「大丈夫、大丈夫」と宇良は笑顔で応えたものの、病院での診断結果は2017年9月場所から6場所連続休場するきっかけとなった右膝前十字靭帯損傷の再発であり、この場所も6番相撲から休場することになった。2月4日、宇良は「土俵でもう一回頑張りたい。ここでは終われない。元気です」と断言し、現役続行を表明した。師匠は今度こそ心が折れるだろうと見ていたが、2019年5月場所直前の記事によるとちゃんこの時も笑っているとのことで、兄弟子・志摩ノ海の腐らない性格がリハビリ中の宇良に良い影響を与えているという。11月場所に土俵復帰。この場所では両膝に分厚いサポーターを装着している。
2020年3月場所はかつての付け人である同部屋の南海力と三段目優勝決定戦で対戦し、叩き込みで勝利して三段目優勝を飾った。同部屋対決の前に「楽しみではないですね」と複雑な気持ちを明かしていたが、優勝に際して「（幕下では）きれいな相撲を取りたいです。きれいとは?ケガをしないような相撲です」と抱負を語っていた。
2020年11月場所で、16場所ぶりとなる十両に再昇進を果たした。2度目のケガで「自分の相撲を取りきることに徹した。その方が動けたし、それでケガしたらそれでいいやという気持ちになった」と吹っ切れたことを明かし、「元気な相撲を取りたい。とりあえずは勝ち越しですね。勝ち越しだけ考えていきます」と意気込みを語った。

### 関取復帰以降
11月場所11日目に8勝目を挙げて勝ち越しを確定させた際には「"運が良かった"としか思わない」と感想を述べた。しかしその後失速し、この場所は9勝6敗で終えた。
2021年1月場所直前の1月7日、仕上がりに関し「良くないんじゃないですか。ちょっと、不安しかないですけど」とコメント。2021年の正月は自己啓発系の本を読んで過ごし、餅で体重を維持した。2021年の目標を「けがをしないこと」と力を込めたが、体重が中々140kgに届かないなど増量に苦心している様子が伝えられた。再入幕を目指す気持ちについて「視野に入ってはいない」と話し、珍手については「（技を）見せる相撲を取りたいという気持ちはないけど、来るべき時が来たら出す感じですね」と語った。
3月場所は中日の炎鵬戦で左足を負傷し、9日目に協会に「左腓腹部肉離れにより3月場所の休場を要する」との診断書を提出して休場した。11日目から再出場。
5月場所は中日に、2017年9月場所2日目の貴景勝戦以来約4年ぶりとなる幕内の取組を行った。この日は魁聖と対戦し、掬い投げで2017年9月場所初日の正代戦以来1344日ぶりの幕内での白星を獲得。その後も勝ち星が連なって最終的に12勝3敗の成績となり、十両優勝を果たした。
7月場所は西前頭13枚目の番付となり、21場所ぶりの幕内復帰となった。西序二段106枚目まで番付を落としてから幕内に復帰したことで、戦後最も低い地位からの幕内復帰記録を更新することになった（従来の記録は照ノ富士の西序二段48枚目）。この場所は10勝5敗と、2017年5月場所以来自身2度目の幕内2桁白星。15代武蔵川はこのカムバックぶりに「敢闘賞をあげてもよかったんじゃないかな」と感想を漏らした。
11月場所は右膝の古傷再発の原因となった1番で顔が合った豊昇龍と、2019年1月場所10日目の5番相撲以来の対戦となった。対戦の際に「（豊昇龍との対戦に）基本は意識しました。ここまできたかぐらいの気持ちです。幕内で対戦できたのはうれしかった」とコメント。膝の不安も感じさせない鋭い立ち合いから、最後は引き落としで白星。13日目の逸ノ城戦では肩透かしで白星を得て、新入幕以降では自身3度目となる幕内での2桁白星を確定させた。千秋楽の取組前の時点で自身初となる技能賞の受賞が決定。この技能賞は「相撲界に入ってからの夢」であった。大相撲で通例となる場所後1週間休みは返上して稽古を行った。
2022年3月場所は自己最高位を西前頭筆頭に更新。勝ち越せば悲願の新三役が見える地位となった。この場所は4勝11敗と幕内上位の壁に阻まれた。東前頭6枚目の地位を与えられた5月場所は12日目終了時点で3敗と優勝争いに加わった。しかし13日目の阿炎戦で4敗目を喫し、優勝争いから事実上脱落。
7月場所前の取材では「技術、圧力しかり、単純に自分の力が足りない」と厳しい自己評価を下し、地道な食事稽古で増えた体重について「体重が増えた体をまだ使いこなせていない。そこは自分の伸びしろ」と前向きに捉えていた。この場所は7勝8敗で負け越しはしたものの、12日目の貴景勝戦のように体の柔らかさと回り込みの上手さが知られていたことで却って土俵際での押し込みを抑止し、左足を軸に体を横に一回転させて突き落としを決めた持ち味を活かせた一番があり、上位総当たりの地位で善戦した。
9月場所前の8月30日の協会公式発表で体重151㎏を計測し、150kgの大台に乗った。かつては増量のためにマクドナルドのダブルチーズバーガーを毎日のように食していたが「（体重が）人としての限界を迎えた。今はもういいかな」と後に控えるようになり、この時点でよく口にしているものには「コンビニのヨーグルトと卵焼き」という。「まだ（体重に）慣れていない。この体重をしっかりキープしながら、動ける体にしたい」と調整を続ける旨を語った。
11月2日に福岡入りした宇良は、8日に若い衆を相手に13番（12勝1敗）とって汗を流した。三役への期待に対しては「（周囲の期待の声も）ありますし、もちろん自分でも上を目指してやっている」と答え「ケガなく15日間、取り切ることじゃないですか」と控えめながら目標を掲げたが、その11月場所は4勝11敗の大敗に終わった。
2023年は10勝以上の大勝ちをした場所は昨年と同様になかったが、負け越した3場所はいずれも7勝8敗に踏みとどまるなど安定感が向上し、2022年3月場所以来となる自己最高位タイの西前頭筆頭の地位で迎えた同年11月場所では、序盤3大関と2関脇に5連敗、それ以降は2連勝と1敗を2度繰り返し、11日目時点で4勝7敗と後がなくなってから、残り4日間を全勝で8勝7敗の勝ち越しとなり、千秋楽の取組後に「来場所の新三役に大きく前進」と報じられた。
12月25日の番付発表で正式に2024年1月場所で新小結（西小結）に昇進することが決定。関西学院大学からは初の新三役。また、幕内経験者が序二段に転落後、新三役となるのは史上初めてとなった。木瀬部屋からは2014年9月場所の常幸龍以来の新小結で、大阪府出身では2014年11月場所の勢以来、戦後8人目。初土俵から所要52場所は、学生相撲出身としては2位のスロー昇進。さらに31歳6カ月での新三役は、平成以降5位の高年齢昇進となった。新三役会見では「自分は三役にはなれないと思っていた」「ケガする前の自分を超えられた」と感想を述べていた。増量した体に関しては「細かった期間が自分の相撲人生で長かったので。そう考えると、もとから体が大きくてそれを武器に戦ってきた人と比べて劣等感はあります。ぜいたく言うと、この体で高校生から頑張りたかったです」と答えている。この2024年1月場所は10日目に負け越したが、千秋楽では竜電に対して自身としては2022年9月場所の宝富士戦以来となる珍しい決まり手の伝え反りを決めて場内を沸かせ、6勝9敗で取り終えた。3月場所は運良く半枚下降の東前頭筆頭の地位を与えられ、前半戦で大関3人を倒すなど健闘、12日目時点で6勝6敗の五分だったものの、13日目から3連敗し、前場所と同じ6勝9敗。西前頭4枚目となった5月場所は初日から幕内唯一の6連勝で優勝争い単独トップに立ったものの、そこから8連敗で負け越し、千秋楽は関脇・若元春に勝ったものの7勝8敗に終わった。
2025年1月場所では、4日目に髙安に対して自身3度目の伝え反りを決めた。また同年5月場所でも、11日目にこれまた髙安に対して自身4度目の伝え反りを決めた。

## 人物・評価
関西学院大学相撲部創部125年で初のプロ入り力士である。2021年夏には幕内の復帰を「不屈の闘志」と評価され、同校で過去3人しか受賞していない栄誉『関学大学長賞』が贈られている。
レスリングの経験を活かした撞木反り、居反り、足取りなどの珍しい技を繰り出す取り口の相撲は"アクロバット相撲"と評され入門前から注目されていたことから、入門記者会見では報道陣100人が詰めかけた。2017年1月場所13日目には天風に襷反りを決めたが、この技が十両以上の取り組みで決まったのは1960年1月に決まり手が制定されて以来初めての事であった。同場所ではやはり滅多に出ず「幻の技」といわれる首ひねりを、2日目に青狼に対して決めている。

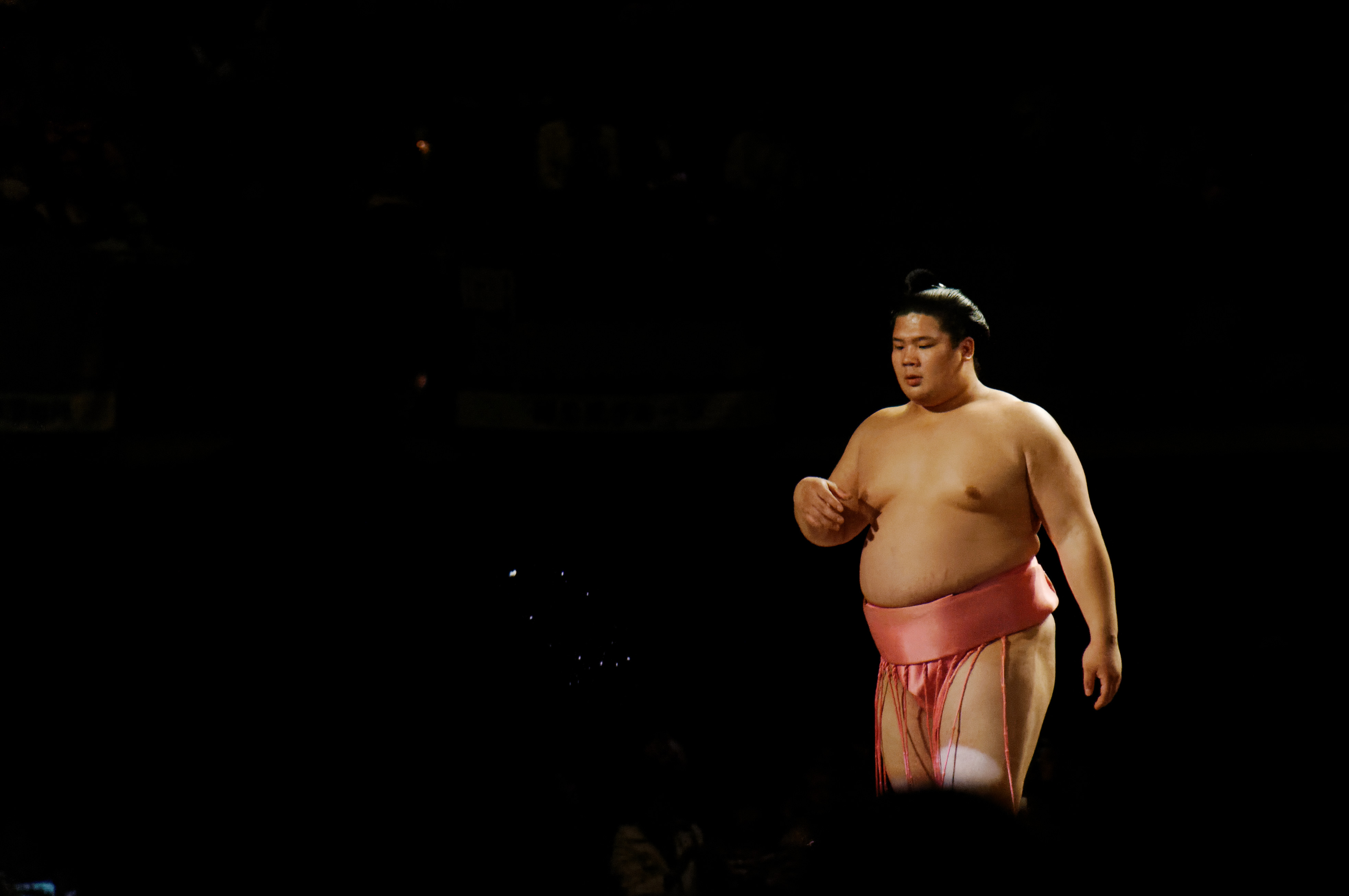
トレードマークのピンク廻し（2017年4月、春巡業「川崎場所」より）

十両の初昇格以降から、関取では珍しい桃色（ピンク）の廻し（締め込み）を愛用している。
2016年の十両における敢闘精神あふれる力士評価では2位の石浦の2165（この年は十両5場所在位）を引き離して2604（4場所）で1位となった。2023年では2382票で2位の貴景勝の1634に1.5倍近い差をつけて1位に輝いたのみならず、1位、2位、3位、3位以内選出の4部門を総なめした。
北勝富士に対しては「序ノ口から当たってきた。番付を上げて対戦できるのがうれしい」という思いがあり、2017年5月場所11日目に幕内での対戦が決まった際には「大学でやってますから。（2人と）力の差があるところから、ここまで上がってきた。挑戦者の気持ちで思い切っていきたいです」と闘志を燃やした。
好物は卵、スパムのおにぎり。嫌いなものは甘いもの。趣味はラップ（特にMCバトル）。

## 取り口
前述のとおり、多彩な技を武器とする他、正攻法の押し相撲も強い。押し相撲の力士に押し込まれた際などに見せる、頭を上げない体勢からの肩透かしも大きな武器の1つ。13代二所ノ関（元横綱・稀勢の里）は、宇良の本領をアクロバティックな相撲ではなく基本に忠実な相撲だとしている。縦横無尽に動き回る相撲も得意で、12代芝田山（元横綱・大乃国）は「土俵は運動会の会場じゃないんですけど」と形容している。
低い体勢で相撲を取るので魁聖などの腰が高い大兵には「小さ過ぎるよ。下に突っ張る感じで全然効かない。みんなの（嫌がる）気持ちがやっと分かった」とその相撲ぶりを嫌がられている。最後まであきらめない粘りの相撲は、辛口コメントで知られる15代武蔵川からも「宇良はエライ!」と絶賛されるほどである。だが度々解説者や現職親方からは無理に残す相撲、粘り過ぎる相撲を指摘されている。また、短躯の押し相撲の力士なので、照ノ富士のような長身と怪力を活かしての抱える相撲が得意な力士にも手を焼く。
幕内石浦の父で、逸ノ城や照ノ富士を育てた鳥取城北高校相撲部監督である石浦外喜義は宇良の居反りに関して「あまり勧められない」「首の神経を痛めたら相撲を取れなくなる恐れがある」と評している。
2017年7月場所後の座談会では「体重が自分と同じくらいや少し重い力士には差しても押してもいいのですが、大きい力士に対して同じように差します。すべて自分の計算どおり、段取りどおりになったときはすごい相撲になります。これを毎場所、毎場所やっていたら危ないです。どんなに体幹が強くても、自分の倍くらいある力士には差してはだめだと思います。差さない相撲を取らないと体を預けられますから、取り口を改善してほしいですね」と阿武松に注文を付けられている。
2017年9月場所前の座談会では舞の海から「常に攻め続けるというよりも、相手の様子をうかがいつつ、待つ時と攻めどきをいろいろ考えながら相撲を取っているのが分かります。敢えて下がって俵を利用して踏ん張ったりとか、弾みをつけて押したり、その辺もよく考えていますね。自分の場合は中に入らなければ相撲になりませんでしたが、宇良は中に入るというよりも離れて押し合いの方が強さを発揮します。ちょっと自分とタイプが違うかなと」と評されている。
2017年11月場所前の座談会で舞の海が2017年の力士の傾向について、宇良個人を指しているのではないが「怪我をした瞬間を見ると、変にねじれたり、おかしな方向に曲がったりしているわけではないのに、膝を痛めている。やはり重すぎるのが問題だと思う」と、宇良自身は大柄ではないものの体重過多について警鐘を鳴らしていると同時に、宇良個人については「宇良は体の可動域が広すぎて、どこまでも粘れるのでひやひやします」とその傾向を指摘しており、座談会に同席していた阿武松も「あれだけの相撲を、入門してから取れるようになった力士ですから、攻撃相撲に変えたほうがいいのではないですかね。片足で残って、という相撲はもうやめてもらいたいです。ファンとしては、はらはらします。相撲界の宝だと思っていますから」。
作戦面では所作の時点で変更するなど柔軟な姿勢を取っている。2017年9月に左手甲の手術を受けた際は左手の握力が35kgwまで落ちていたが、2018年の時点では稽古とリハビリの甲斐あってそれ以前までの50～60kgwという記録を上回る70kgwを記録。その後、アメリカのアイアンマインド社の「キャプテンズ・オブ・クラッシュ・グリッパーズ」を使用して急激に数値が伸び、2019年2月5日の相撲診療所における握力測定では左右共に100㎏オーバーを計測。
膝の怪我を抱えて以降は、かつての変則的な相撲は影を潜め、決まり手に押し出しが大半を占めるようになり、正統派の押し相撲になってきている。2020年7月場所は元々自分の相撲ではない四つ相撲の稽古をして迎えた。この場所の6番相撲で上手投げにより白星を収めた際には「自分は四つ相撲ではないが、そういう流れになった時のため、（練習していたことが）生きてよかった。（取り口の）バリエーションが増えるのはいい」と話した。
関取復帰を果たした2020年11月場所では、初日の相撲を見た北の富士から「相撲勘は全然鈍っていない」と復調について触れられた。2021年7月場所12日目の栃ノ心戦では怪力で知られる栃ノ心に力負けしない相撲で白星を収めた。この場所では体重が143㎏まで増え、持ち前の素早さに、相手を引かせる押しの力強さが加わった。14日目の明生戦では、左差しを許しながらがっぷり四つで前褌を取って力勝負で寄り切っている。
同じ押し相撲に対して立合いで後手に回ると弱く、2021年9月場所3日目の阿武咲戦はその好例である。決して非力な力士ではなく、2021年9月場所5日目には160㎏の大栄翔を送り吊り出しで破る力相撲を見せている。北の富士が聞いたところによると「握力は計器を振り切るほど強いらしいが、腕力も相当なものだ」とのこと。実際、2021年2月の協会公式YouTubeチャンネルで握力測定した際、100㎏まで測定できる握力計の針が降り切っていた（本人は握力トレーニングの専門家からアドバイスを受けた結果としている）。
2021年9月場所10日目の照ノ富士戦では、裏返しの体勢になりながらなおも一枚回しにしがみついて何とか体勢を立て直そうとするしつこさを発揮し、これには北の富士も「恐るべきしぶとさと、勝負に対する執念だろうか」と驚嘆し、同時に「宇良はしぶといのは結構だが、このような誰が見ても挽回不能なことになったら、手は離さなければ相手にけがをさせるかもしれない。力士はこんな相撲を素人相撲と言って一番に嫌うから今後は注意をした方がいい。それは宇良のためでもある」と忠告した。花田虎上も「照ノ富士戦の最後の場面は、まわしから手を離さないといけません」と自身のコラムで注意し、花田自身廻しを離さなかった旭鷲山との一番で右大腿二頭筋を断裂したことを引き合いに出していた。
2021年11月場所中に8代尾車は、両膝の怪我を経て筋肉を付けるなどの肉体改造に着手した結果サーカス相撲から馬力相撲に変貌したと評価しており、6日目の高安戦でも動きに重さが加わった足取りで高安を破ったことも8代尾車に触れられている。4日目の翔猿戦で引き落としに敗れた際は、ABEMA大相撲中継の視聴者から受け身の上手さに触れたコメントが続々寄せられた。2022年1月場所中にも北の富士からやはり粘り過ぎる無茶な相撲を指摘された。再入幕以降は肩透かしも武器に加わっている。2022年9月場所4日目の宝富士戦で伝え反りを決めた際は八角理事長が「宇良には最近（反り技など）なかったから、宝富士は全く警戒してなかったのでは。（技を出すのも）動きの中からですから」と察した。
2023年7月場所前、148kgまで増えた体重をさらに150kg、160kgと増やしたいと抱負を語っていたが、ファンからは「宇良は下半身が古傷だらけだから、力士生命に響きかねない事態を招くのが怖いな」「先場所（同年5月場所）も足の怪我で休場してるのに、このまま体重増やし続けて大丈夫なのか」と心配の声が上がった。

## エピソード

### 入門前
- 中学2年時の文化祭。有志で出し物をすることになり、宇良も友人と2人組で登場。相棒がジャグリングを披露した後、マットの上でバック転、前転宙返りと、アクロバットショーを独演した。「スマイリー宇良」という"芸名"を自ら名乗り、会場は大盛況に。当時150cm、50kgほどで小柄なぽっちゃり体形だった宇良が、体操選手のような機敏な動きを見せたことに、当時の担任教員も「こんなんできるの!」と目を奪われたという[119]。

### 人気力士として
- 顔つきから「くまのプーさん」の実写版であるというファンの感想がある[120]。また2017年7月場所の5日目、宇良の足取りに屈した栃ノ心は「恥ずかしい負け方をした。（相手は）子どもみたいなかわいい顔してなあ。ちくしょう」と宇良の顔について言及している[121]。
- 2023年2月14日、バレンタインデーということでファンからチョコレートを合計約50個もらった。宇良の人気が窺えるエピソードである[122]。

### 技能派力士として
- 大学時代、珍しい決まり手の中でも最も実現困難な幻の珍手として知られる『撞木反り』で勝利したことがある[123]。この技は、相手の懐に潜り込み、相手を担ぎ上げてから後ろに倒れるようにして反るという技であるが、技を掛ける過程で膝を突きやすい、力士全体の大型化によって相手力士を抱え上げることが困難である事情も重なることから、1935年（昭和10年）に決まり手が従来の48手から56手に増設される形で制定されて以降、大相撲では本場所・準場所・巡業・イベントを通し、幕内・十両・取的（幕下以下）の取り組みのいずれを含めても1度も出たことがない、まさに幻の大技である。宇良がこの技を掛けることに成功したのは、当時まだ学生で自分や相手も体格が小さく、技を掛けやすかったという要素もある（大相撲で記録の残る使用例は1929年（昭和4年）秋場所9日目に東前頭10枚目の常陸嶌朝治郎が西前頭14枚目の東関善三郎に対して決めた一例のみ）。
  - 一説には大学時代のこのイメージにあやかるために、周囲と相談した上で本名で相撲を取り続けているという話もある。
- 2022年5月場所5日目の若元春港戦ではうっちゃりを試みて同体取り直しとなり、取り直しの1番では送り出しで負けはしたが居反りを試みた。このように1日に2番連続の"珍手未遂"であったため、観客を沸かせて話題になった[124]。

### 巡業関連
- 2017年4月13日、春巡業川崎場所で猫ひろしとの取組を行った[125]。

### タニマチ・懸賞金関連
- 新入幕となる2017年3月場所、初日から千秋楽までの15日間、ソニー・インタラクティブエンタテインメントから大人気ゲーム「スーパーロボット大戦（スパロボ）」の25周年を記念した指定懸賞3本が懸けられた[126]。

### 化粧廻し
- 2016年12月5日、大相撲冬巡業中津場所が行われ、宇良が新しい化粧まわしで土俵入りした。京都・浦嶋神社から贈呈されたもので、紺地に金の紋章とともに白字で「宇良」と描かれたデザイン。同神社は、昔話でおなじみの「浦島太郎」が祭神とされ、宇良神社とも呼ばれている。4本目となる真新しい化粧まわしに、宇良も「渋いですね」と笑顔を見せていた[127]。

### 他の力士との関係
- 御嶽海、北勝富士などの平成4年生まれの幕内力士に関しては、相手がトップレベルの実績を持っていたのに対して自分は学生時代に2部リーグで取っていたことなどから、ライバルという意識はない[15]。
- 父親は沖縄県国頭郡国頭村宜名真の出身[128]。なお、同村には宇良という大字がある。
- 初土俵が1場所早い翔猿とは相撲教習所時代に将来は幕内で場内をわかせようと誓い合ったという。2021年9月場所中日に宇良と翔猿は幕内初顔合わせとなり、宇良はこの日「それが実現できたのはうれしいですね。入門から時間がたちましたけど、対戦できたのはうれしかったですね」とコメント[129]。
- 2020年1月場所千秋楽に開催された序二段優勝決定戦に出場する前に、この日幕内最高優勝を懸ける部屋の兄弟子の德勝龍から「和輝（宇良の本名）、緊張しているのか」と声をかけられた。すると宇良は「僕は（優勝賞金）20万円ですけど、青木（德勝龍の本名）さんは1000万円ですからね」と德勝龍にプレッシャーをかけた[130]。
- 豪ノ山は同郷の寝屋川市の後輩。2023年9月場所2日目で幕内初顔合わせとなった際は、一気に伸びてきた後輩との対戦を楽しみにしながら「不安もありますよね。なんだ、こんなもんかと思われたらどうしよう」と冗談めかして話していたが、勝負は低い立ち合いで立ち勝ってから引きに乗じて一気に出て押し出して白星[131]。
- 顔が似ていると言われる木竜皇が目標とする力士に宇良を挙げた[132]。

### その他相撲関連
- 2017年7月場所後の報道によると仕切りの際に塩を撒く塩の量は極めて少なく、好角家で知られる山根千佳によると「本人が言っていましたが、指の第1関節くらいまでしか持っていないそうです」とのこと[133]。
- 2025年1月場所10日目の若元春戦ではどういう訳だか取組中にファイティングポーズを取り、SNS内では「ファイティングポーズ」がトレンドーワードになるなど話題となった[134]。

### 食事関連
- 学生時代は1日5合の米で体を作った[135]。
- 2021年6月12日の部屋での朝稽古後の取材で、タンパク源としてマクドナルドのダブルチーズバーガーを食していることを明かした。本人曰く「タンパク質が40グラムちょっと摂れるんですよ。それが本当ならすごい話。あの量で40グラムちょっとのタンパク質が摂れるというのは。他を探してもそんな料理はないですよ」とのこと[136]。ファストフードでの体作りに一部では批判的な意見もあるが、22日の取材によると本人はその批判は受け入れているという。ただ、純粋に好みとして食べているわけではなくあくまで体作りの一環とのこと。また、12日の取材でよく食べる商品にダブルチーズバーガーを挙げていたが、22日の取材では通常料金に100円追加することでパティが倍になる「夜マック」のダブルチーズバーガーと訂正した[137]。
- 雑誌『相撲』2023年7月号の同年7月場所西幕内特製新番付の寸評には「（食事は）義務で（口に）入れている。相撲界に入って食欲が湧いたことがない」と増量の過酷さを語る本人の談話が書かれている[138]。

### 趣味・嗜好
- 遠藤と同じくピンクが好き[133]。
- 2020年1月場所中、枕元に置く一人用の加湿器に、水で薄めた殺菌効果のある次亜塩素酸を入れるという珍しい自己管理方法が報道によって公開された[139]。
- ゴキブリが大の苦手。1匹に対して殺虫剤1本を丸々使ったというエピソードもある[140]。
- MCバトルを趣味とする[15]。

### 思想・信条
- いわゆる「ミニマリスト」であり、自室の整理整頓は日頃から行っている。それだけに2021年末の大掃除を控えた際には「シャッとやって終わり。拭き掃除だけで終わる」と豪語していた[141]。

### その他
- 関取復帰に向けて励みになったのはアミロイドーシスで闘病中の女性であった。福岡県行橋市在住であり、2020年10月時点で88歳。2018年の春頃、女性から励ましの手紙を貰い、同年12月の冬巡業行橋場所で勧進元が宇良の出場を問い合わせ、勧進元が知人を介して宇良の師匠、木瀬に相談。同年の11月場所後には宇良と女性の対面も実現した。女性は当初から「（関取に）上がったら（化粧廻しを）贈らせて下さい」と言っており、宇良の関取復帰が目前に迫った今年9月に化粧まわしの製作を発注した。制作費の約150万円は全て女性が用意。デザインは宇良の希望で「技」という字がピンク色で大きく書かれている。関取復帰となる11月場所は新型コロナウイルスの影響で本来の九州開催ではなく東京開催だが、女性は「残念だったけど来年の九州場所まで私は頑張って生きるから」と誓った[142]。そして2年ぶりの九州開催となる2021年11月場所を幕内の地位で迎えることとなり、九州で関取姿を見せられることに宇良本人は「うれしい」と、かみしめた[143]。
- 大学の後輩である近本光司とは対談したことがあるが、野球のルールは知らないとのこと（2023年9月場所時点）[144]。

## 主な成績
2025年7月場所終了現在

### 通算成績
- 通算成績：379勝272敗96休（62場所）
- 幕内成績：207勝214敗29休（30場所）

### 三賞・金星
- 三賞：1回
  - 技能賞：1回（2021年11月場所）
- 金星：2個
  - 日馬富士：1個（2017年7月場所）
  - 照ノ富士：1個（2022年9月場所）

### 各段優勝
- 十両優勝：1回（2021年5月場所）
- 三段目優勝：2回（2018年11月場所、2020年3月場所）
- 序二段優勝：1回（2020年1月場所）
- 序ノ口優勝：1回（2015年5月場所）

### 場所別成績
| | 一月場所 初場所（東京）  | 三月場所 春場所（大阪） | 五月場所 夏場所（東京）   | 七月場所 名古屋場所（愛知） | 九月場所 秋場所（東京）   | 十一月場所 九州場所（福岡） |
| --- | ------------------------ | ----------------------- | ------------------------- | --------------------------- | ------------------------- | --------------------------- |
| 2015年 （平成27年） | x                        | （前相撲）              | 西序ノ口9枚目 優勝 7–0    | 東序二段10枚目 7–0          | 西三段目18枚目 5–2        | 西幕下54枚目 7–0            |
| 2016年 （平成28年） | 西幕下8枚目 6–1          | 西幕下2枚目 6–1         | 西十両13枚目 10–5         | 西十両8枚目 11–4            | 東十両筆頭 6–9            | 東十両5枚目 8–7             |
| 2017年 （平成29年） | 東十両3枚目 11–4         | 西前頭12枚目 8–7        | 西前頭10枚目 11–4         | 東前頭4枚目 7–8 ★           | 西前頭4枚目 1–2–12        | 東前頭16枚目 休場 0–0–15    |
| 2018年 （平成30年） | 東十両11枚目 休場 0–0–15 | 西幕下10枚目 休場 0–0–7 | 西幕下50枚目 休場 0–0–7   | 西三段目30枚目 休場 0–0–7   | 東三段目91枚目 6–1        | 東三段目33枚目 優勝 7–0     |
| 2019年 （平成31年 /令和元年） | 西幕下23枚目 2–3–2       | 西幕下36枚目 休場 0–0–7 | 西三段目16枚目 休場 0–0–7 | 西三段目76枚目 休場 0–0–7   | 西序二段36枚目 休場 0–0–7 | 西序二段106枚目 6–1         |
| 2020年 （令和2年） | 東序二段28枚目 優勝 7–0  | 西三段目30枚目 優勝 7–0 | 感染症拡大 により中止     | 東幕下19枚目 6–1            | 西幕下5枚目 6–1           | 東十両13枚目 9–6            |
| 2021年 （令和3年） | 東十両10枚目 10–5        | 東十両7枚目 10–4–1      | 西十両2枚目 優勝 12–3     | 西前頭13枚目 10–5           | 東前頭6枚目 7–8           | 東前頭7枚目 10–5 技         |
| 2022年 （令和4年） | 東前頭2枚目 8–7          | 西前頭筆頭 4–11         | 東前頭6枚目 9–5–1         | 西前頭3枚目 7–8             | 西前頭3枚目 8–7 ★         | 東前頭3枚目 4–11            |
| 2023年 （令和5年） | 西前頭7枚目 7–8          | 西前頭8枚目 9–6         | 東前頭4枚目 7–8           | 西前頭4枚目 7–8             | 西前頭4枚目 9–6           | 西前頭筆頭 8–7              |
| 2024年 （令和6年） | 西小結 6–9               | 東前頭筆頭 6–9          | 西前頭4枚目 7–8           | 西前頭4枚目 6–9             | 東前頭5枚目 9–6           | 西前頭2枚目 5–10            |
| 2025年 （令和7年） | 西前頭4枚目 7–8          | 東前頭5枚目 7–8         | 東前頭5枚目 5–10          | 東前頭9枚目 8–6–1           | x                         | x                           |
| 各欄の数字は、「勝ち-負け-休場」を示す。 優勝 引退 休場 十両 幕下 三賞：敢=敢闘賞、殊=殊勲賞、技=技能賞 その他：★=金星 番付階級：幕内 - 十両 - 幕下 - 三段目 - 序二段 - 序ノ口 幕内序列：横綱 - 大関 - 関脇 - 小結 - 前頭（「#数字」は各位内の序列） |                          |                         |                           |                             |                           |                             |

## 合い口
いずれも2025年7月場所終了現在
（以下、最高位が横綱・大関の現役力士）
- 横綱・豊昇龍には6勝8敗（うち不戦勝が1つある）。豊昇龍の大関在位中は3勝5敗。豊昇龍の横綱昇進後は1勝1敗（うち不戦勝が1つある）。
- 横綱・大の里には5敗。大の里の大関昇進後在位中は3勝3敗。大の里の横綱昇進後は対戦なし。
- 元大関・髙安には4勝5敗。髙安の大関在位中は1敗。
- 元大関・朝乃山には1勝1敗。
- 元大関・正代には9勝7敗。正代の大関在位中は2勝3敗。
- 元大関・御嶽海には4勝8敗。御嶽海の大関在位中は1勝2敗。
- 元大関・霧島には4勝8敗。霧島の大関在位中は宇良の1勝3敗。

（以下、最高位が横綱・大関の引退力士）
- 元横綱・白鵬には1敗。
- 元横綱・日馬富士には1勝。
- 元横綱・照ノ富士には1勝8敗。
- 元大関・琴奨菊には1敗。
- 元大関・豪栄道には1敗。
- 元大関・栃ノ心には3勝1敗。
- 元大関・貴景勝には4勝12敗。（不戦勝1を含む）貴景勝の大関在位中は宇良の3勝9敗。（不戦勝1を含む）

## 幕内対戦成績
| 力士名   | 勝数 | 負数  | 力士名   | 勝数 | 負数 | 力士名   | 勝数 | 負数 | 力士名   | 勝数 | 負数 |
| -------- | ---- | ----- | -------- | ---- | ---- | -------- | ---- | ---- | -------- | ---- | ---- |
| 碧山     | 5    | 1     | 朝乃山   | 1    | 1    | 東龍     | 2    | 0    | 熱海富士 | 4    | 3    |
| 阿炎     | 4    | 11    | 荒鷲     | 1    | 0    | 勢       | 0    | 1    | 石浦     | 2    | 2    |
| 逸ノ城   | 4    | 6(1)  | 一山本   | 5    | 2    | 遠藤     | 4    | 3    | 欧勝馬   | 1    | 1    |
| 阿武剋   | 0    | 1     | 阿武咲   | 6    | 2    | 王鵬     | 6    | 4    | 大の里   | 0    | 5    |
| 隠岐の海 | 3    | 1     | 魁聖     | 2    | 1    | 輝       | 1    | 4    | 霧島     | 4    | 8    |
| 旭秀鵬   | 1    | 0     | 草野     | 0    | 1    | 豪栄道   | 0    | 1    | 豪ノ山   | 5    | 2    |
| 琴恵光   | 2    | 1     | 琴櫻     | 5    | 7    | 琴奨菊   | 0    | 1    | 琴勝峰   | 3    | 4    |
| 琴勇輝   | 1    | 1     | 佐田の海 | 4    | 0    | 正代     | 9    | 7    | 湘南乃海 | 1    | 1    |
| 松鳳山   | 1    | 0     | 蒼国来   | 1    | 0    | 大奄美   | 1    | 0    | 大栄翔   | 6    | 11   |
| 大翔鵬   | 2    | 0     | 大翔丸   | 1    | 1    | 貴景勝   | 4(1) | 12   | 隆の勝   | 5    | 6    |
| 髙安     | 4    | 5     | 宝富士   | 5    | 1    | 尊富士   | 1    | 2    | 玉鷲     | 4(1) | 6    |
| 千代翔馬 | 9    | 2     | 千代大龍 | 1    | 1    | 千代ノ皇 | 2    | 1    | 千代の国 | 2    | 0    |
| 千代丸   | 2    | 2     | 剣翔     | 2    | 0    | 照強     | 2    | 1    | 照ノ富士 | 1    | 8    |
| 時疾風   | 0    | 1     | 栃煌山   | 0    | 1    | 栃ノ心   | 3    | 1    | 翔猿     | 7    | 10   |
| 錦木     | 8    | 2     | 錦富士   | 5    | 0    | 伯桜鵬   | 0    | 1    | 白鵬     | 0    | 1    |
| 日馬富士 | 1    | 0     | 平戸海   | 3    | 4    | 藤ノ川   | 1    | 0    | 豊昇龍   | 6(1) | 8    |
| 北青鵬   | 2    | 1     | 北勝富士 | 8    | 2    | 御嶽海   | 4    | 8    | 翠富士   | 3    | 3(1) |
| 妙義龍   | 0    | 3     | 明生     | 9    | 4    | 豊山     | 1    | 0    | 竜電     | 2    | 1    |
| 若隆景   | 1    | 10(1) | 若元春   | 2    | 10   |          |      |      |          |      |      |

（カッコ内は勝数、負数の中に占める不戦勝、不戦敗の数、太字は2025年7月場所終了現在、現役力士）

## ギャラリー
- 土俵入りする宇良関（2017年1月場所）
- 「熊本地震復興支援もちつき即売会」 笹塚十号通り商店街（2017年2月撮影）
- 靖国神社奉納大相撲 土俵入りする宇良関（2017年4月撮影）
- 靖国神社奉納大相撲 宇良関の相手は碧山関大翔丸関（2017年4月撮影）
- 「木瀬部屋による チャリティー塩ちゃんこ」笹塚十号通り商店街（2018年10月撮影）
- 「木瀬部屋力士による チャリティーちゃんこ」笹塚十号通り商店街（2019年10月撮影）
- 「木瀬部屋力士による もちつき即売会」笹塚十号通り商店街（2020年2月撮影）

## 主なメディア出演
- TV番組
  - マツコ&有吉の怒り新党（テレビ朝日・2014年6月25日放映） ※新・3大「宇良和輝の漫画みたいな取組み」として紹介

- CM
  - トップスーパーNANOX ぶつかり稽古編（ライオン・2017年7月）- 二宮和也と共演